# Taylor Silverholt
Taylor Phoenix Silverholt, född 4 april 2001, är en svensk fotbollsspelare som spelar för IF Elfsborg. Han har två bröder som också är fotbollsspelare, Simon och Oliver Silverholt.

## Karriär
Silverholts moderklubb är BK Astrio. Han spelade även ungdomsfotboll i Halmstads BK.
I april 2018 värvades Silverholt av Mjällby AIF, där han skrev på ett treårskontrakt. I november 2018 skrev han på ett nytt treårskontrakt med Mjällby. I januari 2021 förlängde Silverholt sitt kontrakt i klubben fram över säsongen 2023.
I juli 2022 lånades Silverholt ut till Falkenbergs FF över resten av säsongen.
Under säsongen 2023 var Silverholt utlånad till Jönköping Södra.
Den 19 december 2023 stod det klart att Silverholt ansluter till Helsingborgs IF, där han skrev på ett treårskontrakt.
Den 3 mars 2025 värvades Silverholt av IF Elfsborg, där han skrev på ett fyraårskontrakt.